# CNEP1R1
CNEP1R1 (англ. CTD nuclear envelope phosphatase 1 regulatory subunit 1) – білок, який кодується однойменним геном, розташованим у людей на 16-й хромосомі. Довжина поліпептидного ланцюга білка становить 125 амінокислот, а молекулярна маса — 14 267.
| 10         |  | 20         |  | 30         |  | 40         |  | 50         |
| ---------- |  | ---------- |  | ---------- |  | ---------- |  | ---------- |
| MNSLEQAEDL |  | KAFERRLTEY |  | IHCLQPATGR |  | WRMLLIVVSV |  | CTATGAWNWL |
| IDPETQKVSF |  | FTSLWNHPFF |  | TISCITLIGL |  | FFAGIHKRVV |  | APSIIAARCR |
| TVLAEYNMSC |  | DDTGKLILKP |  | RPHVQ      |  |            |  |            |

A: Аланін

C: Цистеїн

D: Аспарагінова кислота

E: Глутамінова кислота

F: Фенілаланін

G: Гліцин

H: Гістидин

I: Ізолейцин

K: Лізин

L: Лейцин

M: Метіонін

N: Аспарагін

P: Пролін

Q: Глутамін

R: Аргінін

S: Серин

T: Треонін

V: Валін

W: Триптофан

Задіяний у таких біологічних процесах, як метаболізм ліпідів, ацетилювання, альтернативний сплайсинг. 
Локалізований у цитоплазмі, ядрі, мембрані.